# 信濃川橋梁 (信越本線)
信濃川橋梁（しなのがわきょうりょう）は、新潟県長岡市浦の信濃川に架かる信越本線の橋長約600 m（メートル）のトラス橋・桁橋。来迎寺駅 - 前川駅間に位置する。

## 概要
上り線
- 形式 - 鋼下路単純ワーレントラス6連+鋼下路単純鈑桁1連+鋼上路単純鈑桁10連
- 活荷重 - KS18
- 橋長 - 599 m
  - 径間割 - 6×62.4 m + 31.50 m + 9×19.20 m + 9.80 m
- 幅員 -
- 基礎 - 井筒基礎（A1 - P8）、直接基礎（P9 - A2）
- 施工
  - 第1・2径間 - 日本橋梁、汽車製造[注釈 1]（1952年）
  - 第3 - 6径間 - 東京鐵骨橋梁[注釈 2]、日本橋梁、汽車製造、松尾橋梁[注釈 3]（1951年）

下り線
- 形式 - 鋼下路トラス9連+鋼下路鈑桁1連
- 活荷重 - KS18
- 橋長 - 602.4 m
  - 径間割 - 70.2 m + 6×62.4 m + 2×59.1 m + 31.5 m

初代橋
- 形式 - 鋼下路プラットトラス6連（リベット結合）
- 橋長 - 470 m
  - 径間割 - 6×62.7 m
- 幅員 - 3.6 m
- 基礎 - 煉瓦井筒基礎
- 施工 - アンドリュー・ハンディサイド[注釈 4]

## 歴史

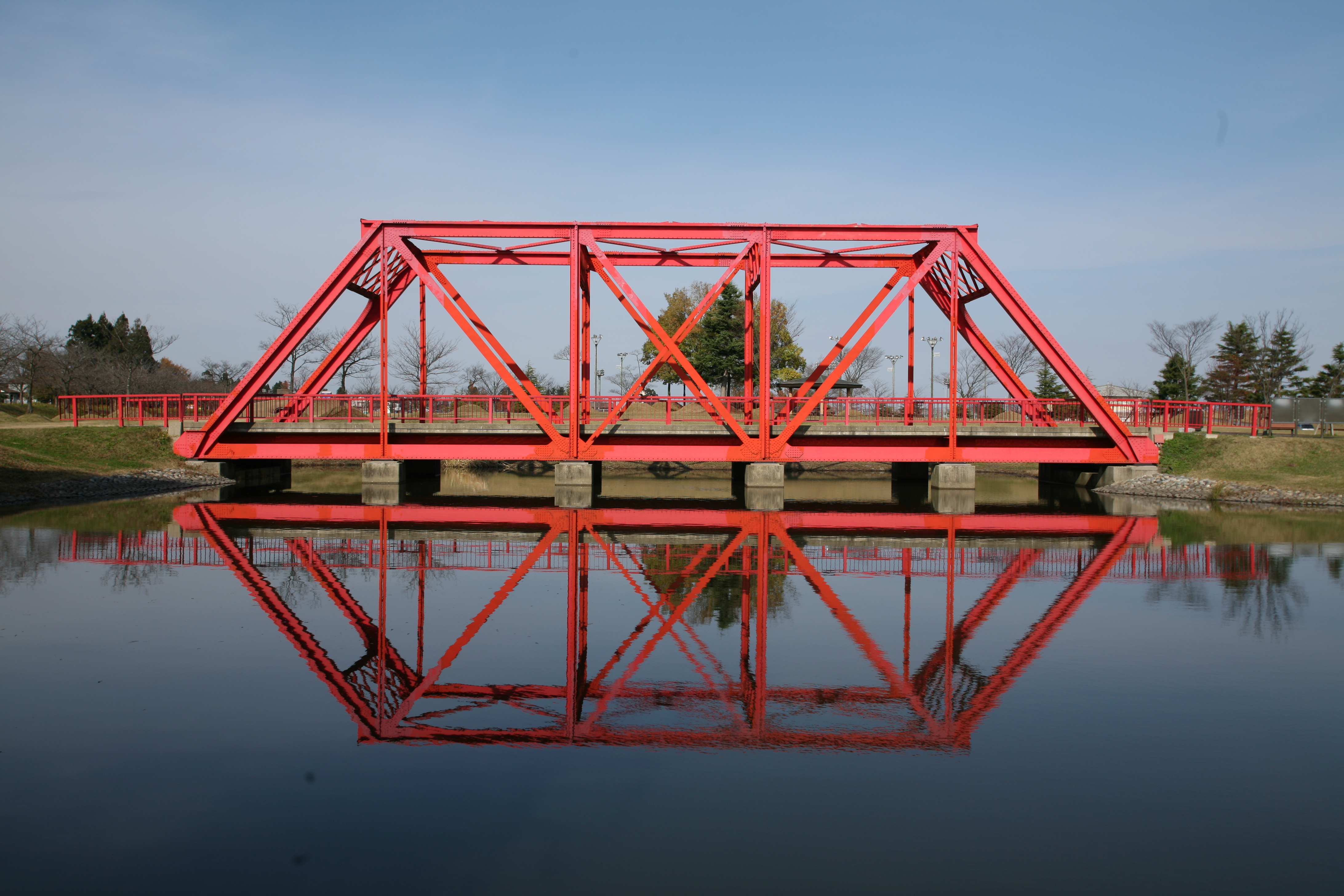
越路橋保存橋

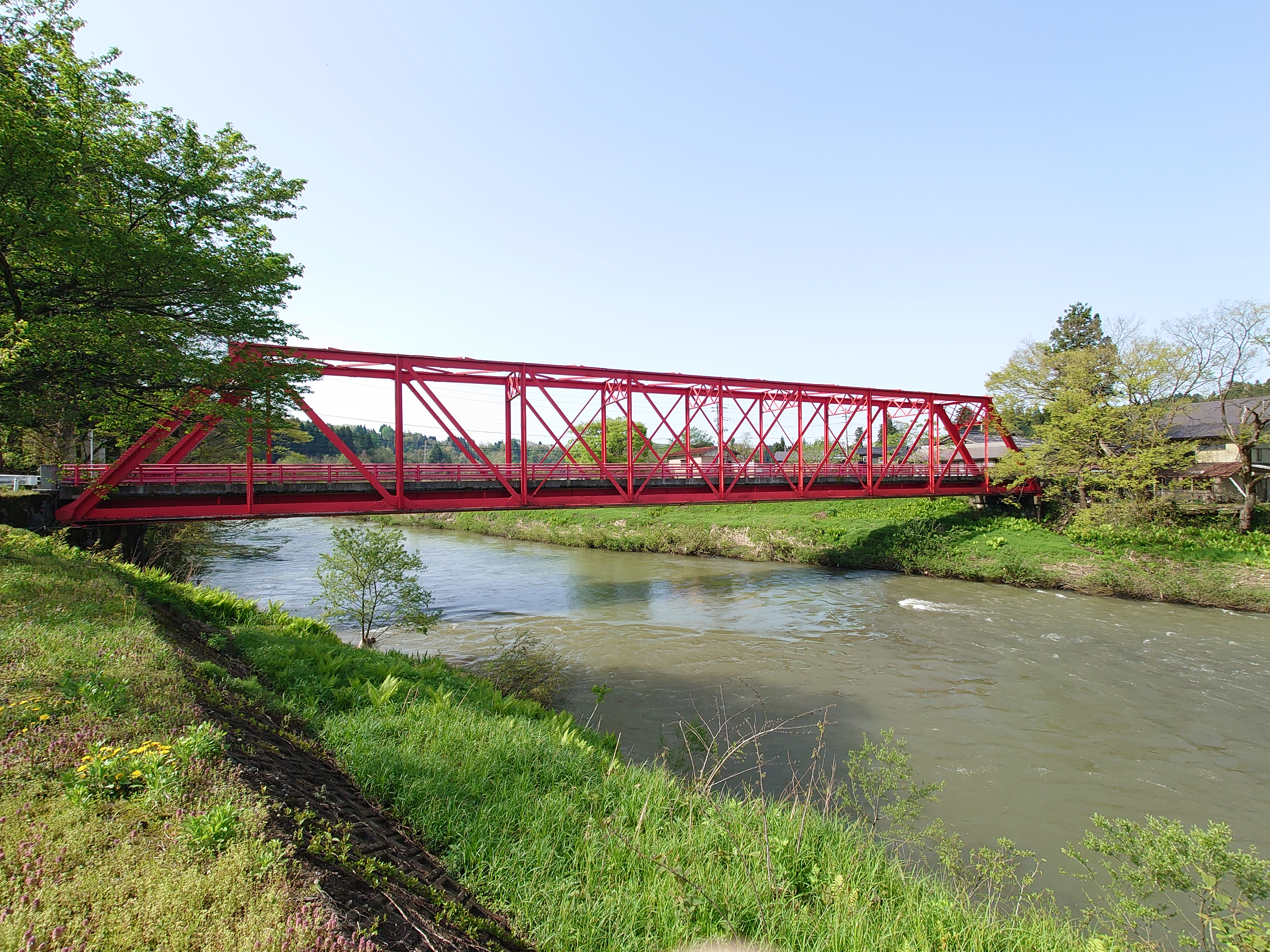
不動沢橋

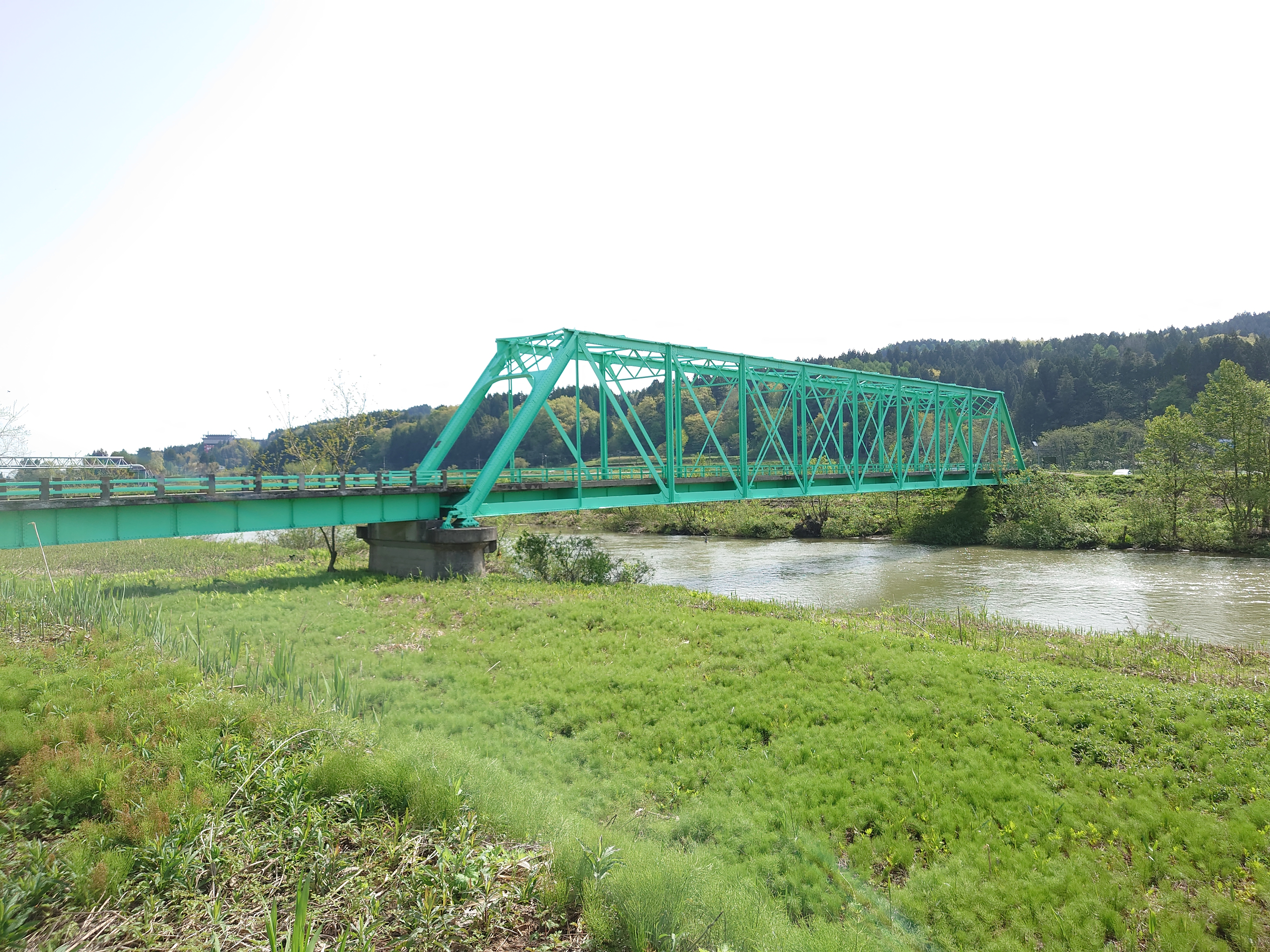
岩田橋

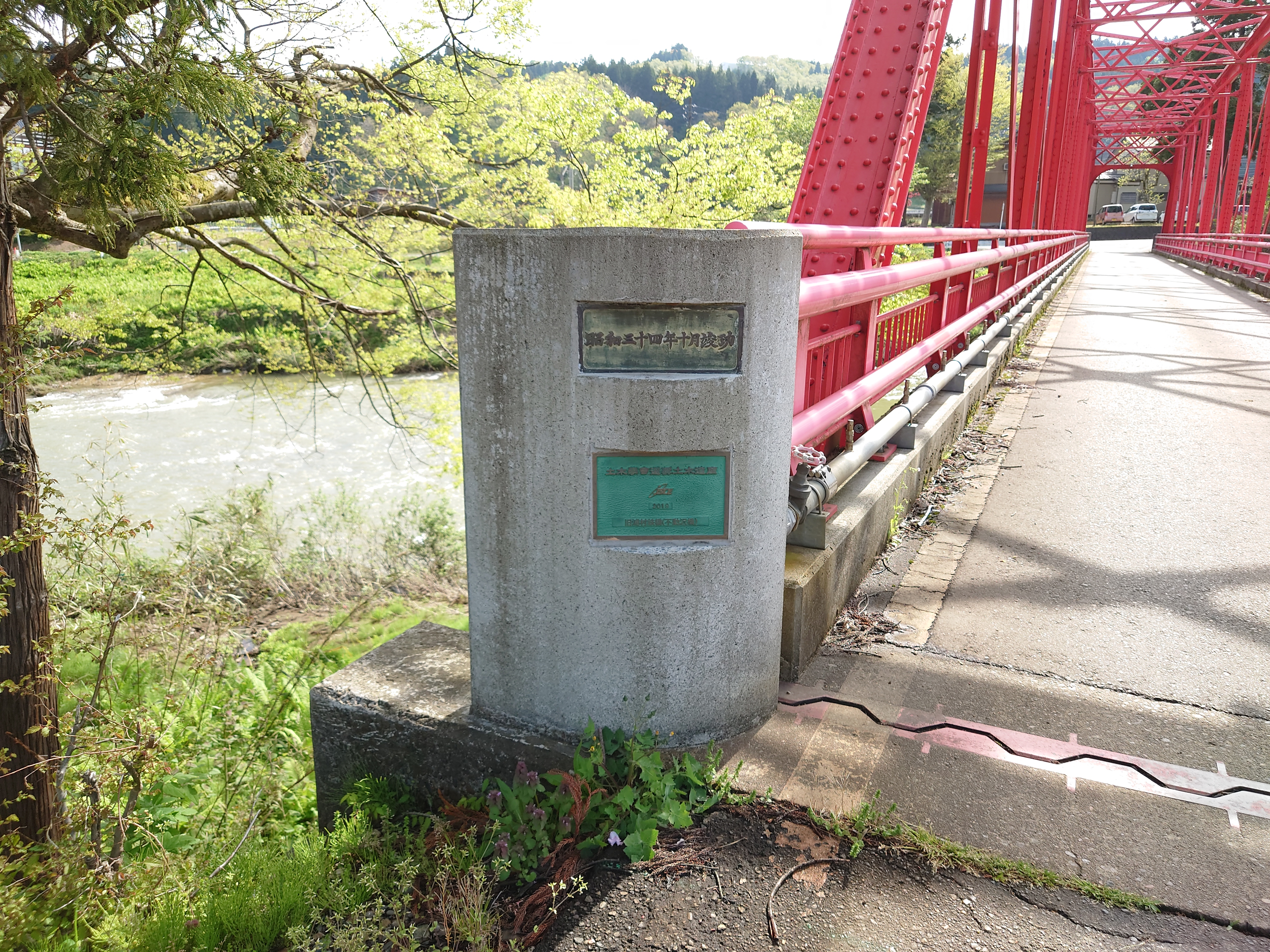
不動沢橋と土木学会選奨土木遺産認定プレート

初代の橋梁は北越鉄道により1898年（明治31年）に架設された。
老朽化に伴い1952年（昭和27年）に架替が行われた。このとき初代橋のトラス桁6連の内中央の4連は拡幅が施されて越路橋の旧橋に再利用された。また残りの2連は越路町の渋海川に架かる岩田橋と不動沢橋に転用された。岩田橋と不動沢橋は信濃川橋梁の竣工から120年が経過しているが現役で道路橋として供されている。
その後1970年（昭和45年）に複線化に伴い下流側に下り線の橋梁が新設された。
越路橋は1998年（平成10年）に架替が行われたが住民からの保存の声を受け、2002年（平成14年）に越路河川公園内に一部が移設保存された。2019年（令和元年）に「旧浦村鉄橋」として岩田橋・不動沢橋・越路橋が土木学会選奨土木遺産に認定された。